# Euxoa triaena
Euxoa triaena là một loài bướm đêm trong họ Noctuidae.